# 太刀〈銘不明伝吉包/拵黒漆太刀〉
太刀 銘不明（伝吉包）（たち めいふめいでんよしかね）は、平安時代に作られたとされる日本刀（太刀）である。日本の重要文化財に指定されており、三重県伊勢市の金剛證寺が所有する（非公開）。

## 概要

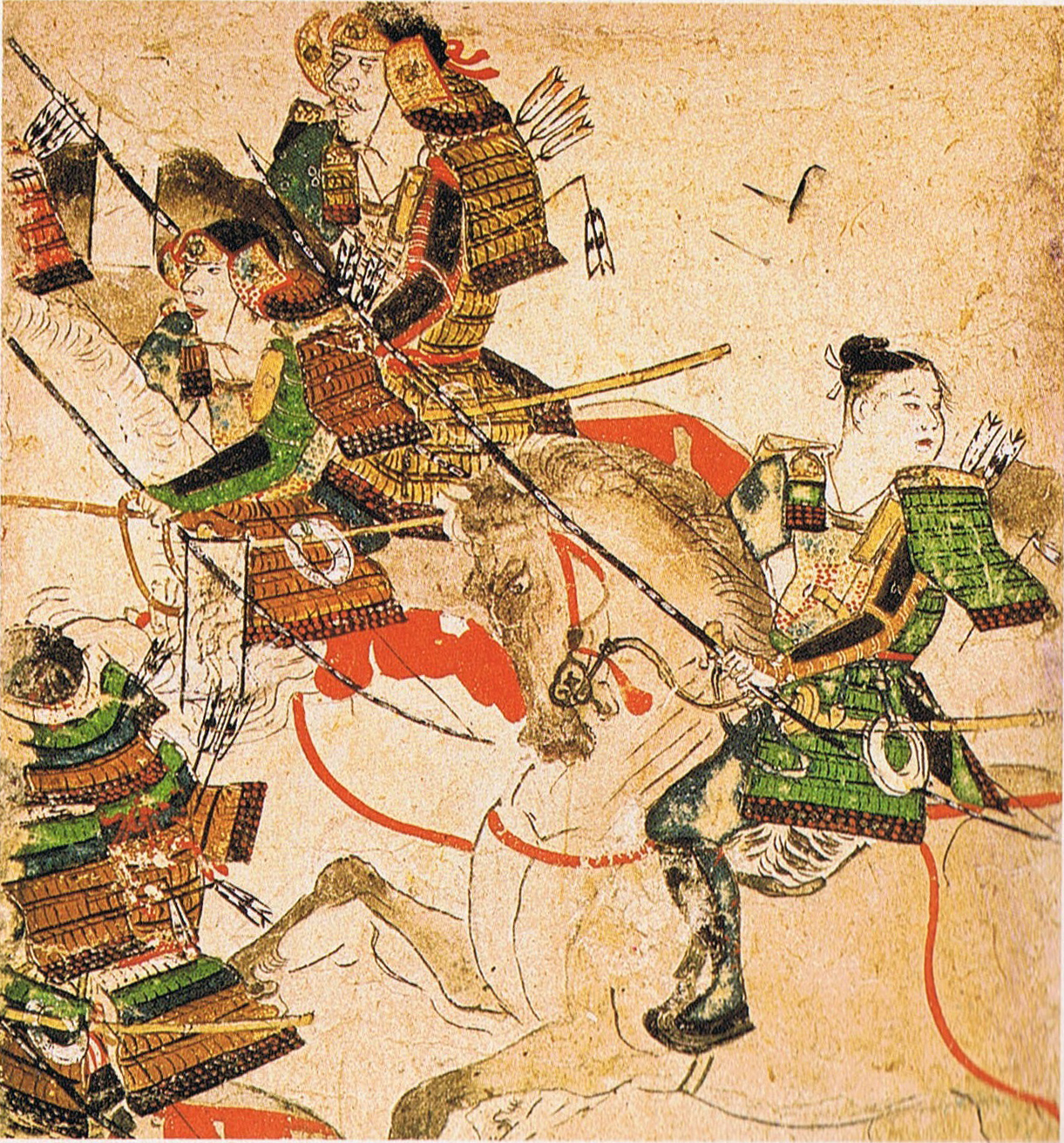
源義朝（平治物語絵巻より。絵最上部で兜を被った騎馬武者が義朝。太刀を佩用している。）

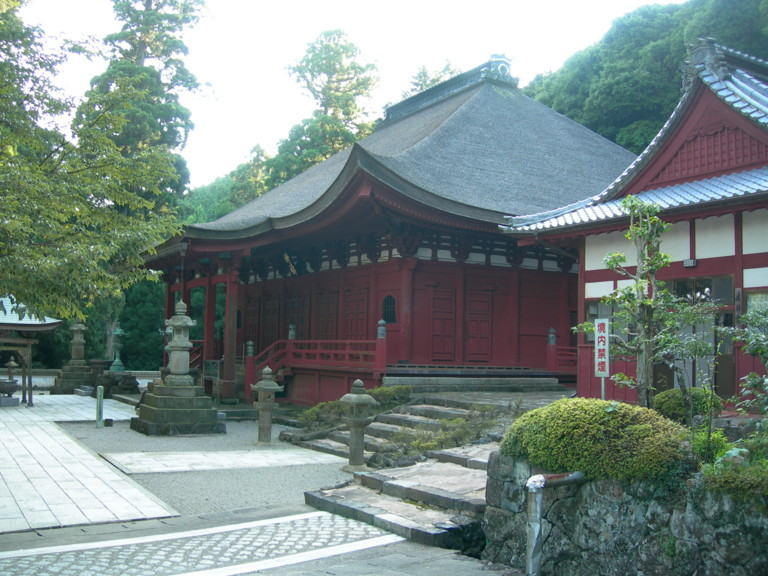
金剛證寺（現所有者）

本太刀は無銘であるため、刀工の個名は不明である。江戸時代には助包の作と極められていたが、古社寺保存法による国宝指定時は伝吉包とされている。助包、吉包とも一文字派以前の備前国古備前派の刀工であり、よくその特徴が表れている。
寺伝および『勢陽五鈴遺響』では源義朝の佩用と伝えている。1159年の平治の乱の敗走のすえ尾張国知多郡野間（現愛知県知多郡美浜町野間）にて義朝が殺害された後は、同地出身で野間萬金丹の発明者である鎌田宗祐（野間宗祐）が所有である。金剛證寺中興の祖である鎌倉建長寺5世の仏地禅師東岳文昱が明徳3年（1392年頃）に同寺の再興に尽力した。その後、展示用に貸し出した。
『勢陽五鈴遺響』には「右馬頭源義朝太刀一腰、備前国助包作」として記録が残されており、享保年間には、本阿弥氏に命じて真偽を極められた上で、当時の征夷大将軍である徳川吉宗の上覧に供せられている。同寺は、慶長2年（1597年頃）、慶長13年（1609年頃）、文化元年（1804年頃）、1887年（明治20年）に火災に見舞われたものの、本太刀は現在も同寺に保管されている。
古来義朝佩用の太刀として知られた由緒の特殊性から、1913年（大正2年）4月14日に古社寺保存法により国宝（丙種）の資格ある物とされ、1950年（昭和25年）8月29日の文化財保護法施行後は重要文化財となっている（指定書・台帳番号は工第1357号）。
古社寺保存法による指定時には太刀銘不明傳吉包拵黑漆太刀と表記されていたが、文化財保護法施行後は「太刀 銘不明（伝吉包）附 黒漆太刀拵」（たち めいふめいでんよしかね つけたり くろうるしたちごしらえ）と表記されるようになっている。また、太刀〈銘不明伝吉包／拵黒漆太刀〉のように記載される場合もある。

## 作風

### 刀身
刃長は84.8センチメートル、反りは3.7センチメートル。鎬造、庵棟、腰反り深く、二筋樋（ふたすじひ）が彫られ、踏張りのある太刀姿である。地鉄は板目肌に小板目が交じる。刃文は丁子乱れ。無銘。長期間寺院にて保管されていたこともあり、茎（なかご）は生ぶ、目釘穴も1つのみで、健全な姿が保たれている。

### 刀装
寺記の「義朝公御太刀修復目録」では元禄10年6月（1698年7月8日から8月5日までの期間）頃の装飾が記録されている。それによれば、甲金は赤銅斜粉丸打金三拍、猿手は金、鵐目は金、目貫は赤銅丸内金三双三拍、柄間は萌黄金入、糸は紺天鵝絨、縁は赤銅斜粉金三拍、切羽は金、大切羽は赤銅、鍔被は赤銅縁金三拍金、大鍔は赤銅縁金、鎺は金、一ノ足は赤銅金三拍、二ノ足は赤銅金三拍、足間は萌黄金入、草先は赤銅斜粉、草ノ紋は赤銅金三拍、裏合子は金無地、帯取は萌黄金入、帯は啄木、茗荷金は赤銅斜粉金三拍、石付は赤銅斜粉金三拍、鞘は金梨子地、袋は花色金入緒真紅、箱は黒漆金三拍紋に緒真紅汎四分一三拍、外箱は桐であったとされる。現在の外装は黒漆太刀拵であり、刀身の附（つけたり）として重要文化財に指定されている。